# Quattro amici
Quattro amici (Cuatro amigos, 1999) è il titolo di un romanzo breve dello scrittore spagnolo David Trueba. 
Il testo si caratterizza per un linguaggio molto esplicito e crudo, soprattutto per quanto riguarda il sesso e il punto di vista dei protagonisti sulle donne.

## Trama
Il romanzo racconta un burrascoso viaggio di vacanze di quattro amici alla soglia dei trent'anni, Raúl, Claudio, Blas e Solo, ognuno con una situazione personale o familiare per un motivo o per l'altro insoddisfacente. In realtà però il vero filo conduttore nascosto è la storia d'amore perduto del protagonista, Solo, un aspirante scrittore che si è aggregato agli amici nel tentativo di allontanare il ricordo di Barbara, in procinto di sposarsi con un altro. Solo partecipa alla vacanza con la stessa irrequietezza e machismo dei suoi inseparabili amici ma ad ogni episodio che caratterizza il viaggio si accorge che il suo tentativo di dimenticare l'amore perduto ottiene sempre più l'effetto contrario, rendendosi conto che si sarebbe trattato della donna della sua vita. 
L'esaltazione del senso di libertà, di gioventù e di adolescenza eterna alla fine evidenzia che in realtà tutto ha una sua fine e che dietro alle risate e agli sghignazzi si nascondono le frustrazioni e le disillusioni. Il romanzo diventa così un racconto agrodolce che parla della fine di una fase della vita.

## Prime edizioni
- In Spagna il libro è stato edito per la prima volta nel 1999 da Editorial Anagrama.

- David Trueba, Quattro amici, Feltrinelli, 2000, ISBN 978-88-07-70123-8.